# FGU Aarhus
FGU Aarhus er en skole i Aarhus, der tilbyder forberedende grunduddannelse (FGU). Skolen har afdelinger i Egå, Skejby og Aarhus midtby.
FGU Aarhus er en sammenlægning af flere tidligere produktionsskoler, herunder Århus Produktionsskole, som var beliggende på Olof Palmes Allé 39 i Aarhus N, hvor den ene afdeling også har til huse i dag. Den blev grundlagt i 1994 og forstander er Claus Bentsen. Skolen havde omtrent 200 elever og 30 medarbejdere pr. 2015. I dag har de tre skoler tilsammen ca. 600 elever. 
FGU Aarhus er en skole for
- unge under 25 år
- som har opfyldt undervisningspligten
- som endnu ikke har taget en ungdomsuddannelse
- og som har brug for tid til afklaring

Skolen tilbyder såvel almen undervisning som undervisning med udgangspunkt i praktisk arbejde og produktion. Derfor består skolen af mange forskellige linjer, men der undervises også i dansk og matematik. Et forløb på FGU kan højst vare 2 år, og eleverne får løn for at gå på skolen. Det er ikke en kompetencegivende uddannelse, men et skoleforløb, der har til formål at gøre unge klar til at tage en ungdomsuddannelse.